# Ottokar Schubert (admirál)
Ottokar Schubert (12. ledna 1865 Letovice – 15. července 1933 Brno) byl rakousko-uherský admirál, rodák z Moravy. Jako absolvent námořní akademie sloužil u c. k. námořnictva od roku 1883, vystřídal nižší důstojnické pozice na různých lodích, absolvoval několik zaoceánských plaveb a byl účastníkem vojenských operací s mezinárodní účastí. Za první světové války zastával vysoké funkce v námořní sekci na ministerstvu války, v roce 1916 byl povýšen na kontradmirála a v roce 1917 byl penzionován. Po rozpadu monarchie se usadil v Brně a v československé armádě mu byl přiznán nárok na penzi v hodnosti generála V. třídy ve výslužbě.

## Životopis

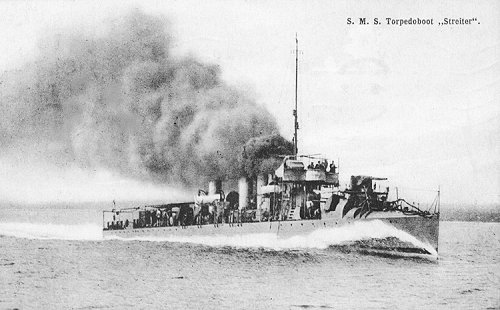
Torpédoborec SMS Streiter, vlajková loď kapitána Schuberta v roce 1907

Narodil se na jižní Moravě jako syn Egidia Josefa Schuberta, důlního inženýra u knížat Salmů. Studoval na gymnáziu v Olomouci (1875–1879) a poté absolvoval C. k. námořní akademii v Rijece (1879–1883). K námořnictvu vstoupil jako kadet v roce 1883 a další průpravu získal na cvičné lodi SMS Novara. Na korvetě SMS Aurora kapitána Müllera absolvoval v letech 1886–1888 dvouletou cestu na Dálný východ a v roce 1888 získal hodnost praporčíka. Kromě služby na různých lodích působil u arzenálu v PulePule a v roce 1891 byl vyslán do Anglie, byl součástí posádky, která měla v loděnicích v Newcastle převzít nově postavený torpédoborec SMS Planet. Jako dělostřelecký důstojník pobýval v letech 1893-1894 na palubě parníku SMS Taurus, který sloužil jako staniční loď v Istanbulu. Mezitím sloužil jako první důstojník na admirálské jachtě SMS Fantasie a krátce působil také u jednotek námořní pěchoty.
Postupoval v hodnostech (poručík II. třídy 1894, poručík I. třídy 1897)  a od roku 1896 byl přidělen ke sborovému námořnímu velitelství v Pule. V letech 1900–1901 jako navigační důstojník na korvetě SMS Donau pod velením kapitána Hause absolvoval cestu do jižní Ameriky. Na křižníku SMS Kaiserin und Königin Maria Theresia admirála Motecuccoliho odcestoval v červenci 1901 do Číny, kde se v rámci rakousko-uherského kontingentu zúčastnil mezinárodního zákroku proti boxerskému povstání. V Pekingu potom setrval jako velitel vojenské jednotky podřízené kapitánu Kirchmayrovi určené pro ochranu západoevropských zastupitelských úřadů (1902–1903). Do Evropy se vrátil v létě 1903 na křižníku SMS Kaiser Karl VI. a poté byl prvním důstojníkem a provizorním velitelem na křižníku SMS Leopard (1903–1904). Na cvičné lodi SMS Gamma se věnoval výcviku námořních kadetů (1904–1905) a znovu sloužil na křižníku SMS Kaiserin und Königin Maria Theresia. 

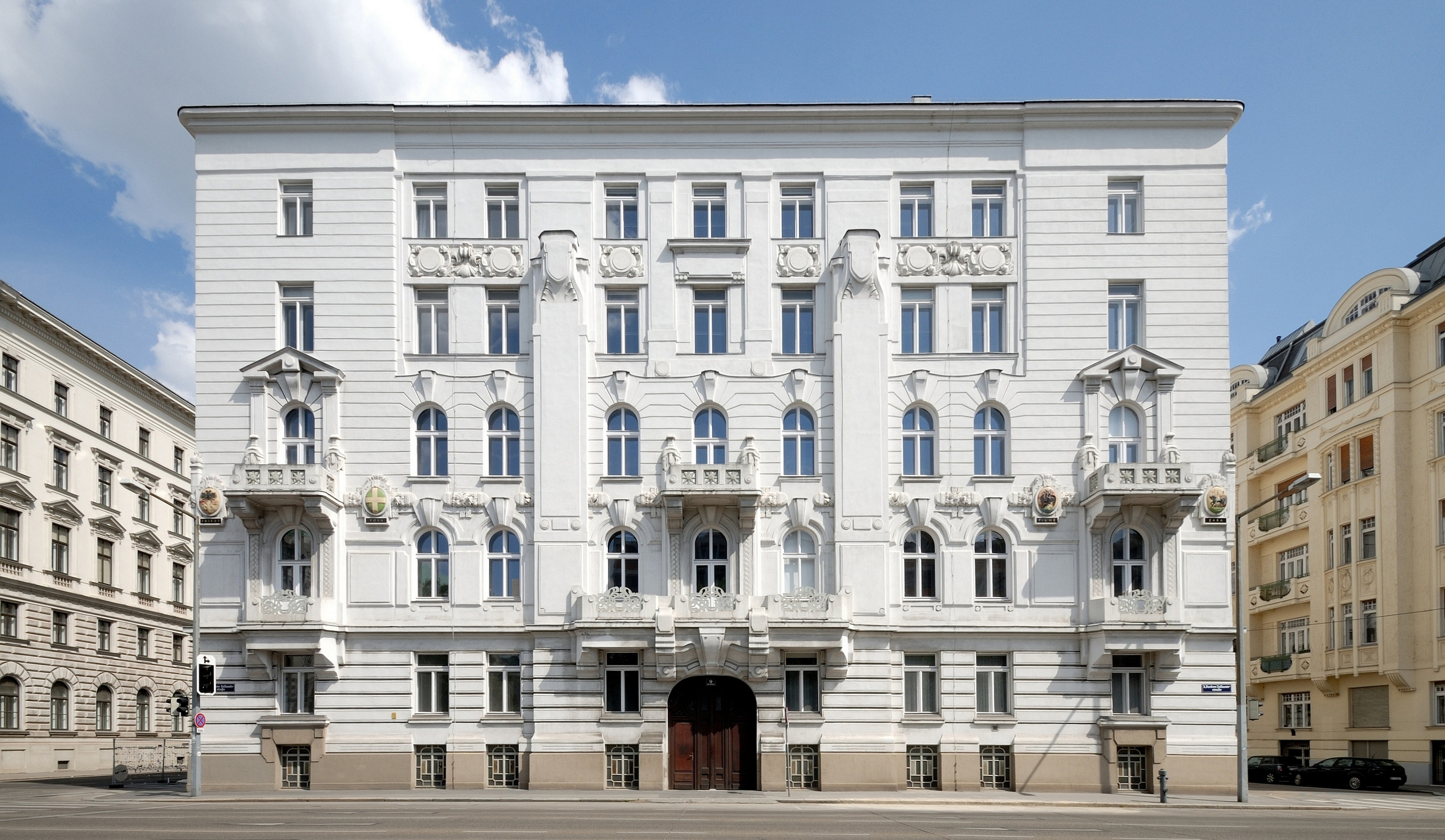
Budova námořní sekce ministerstva války ve Vídni, působiště kontradmirála Schuberta za první světové války

Jako velitel torpédoborce SMS Streiter byl k datu 1. května 1907 povýšen na korvetního kapitána. Po krátkém působení u Námořního technického výboru byl v letech 1908–1909 velitelem obrněné lodi SMS Kronprinzessin Erzherzogin Stephanie, která sloužila jako staniční loď v Boce Kotorské. Na jaře 1909 se stal zástupcem velitele C. k. námořní akadmie v Rijece a v letech 1910–1911 byl dočasně i jejím velitelem, v této funkci také  v létě 1910 absolvoval cvičnou plavbu s námořními kadety jako velitel křižníku SMS Kaiser Franz Joseph I. Cesta vedla do Tunisu, poté do Francie (Marseille), Španělska (Barcelona), na Maltu a Korsiku. Mezitím získal hodnost fregatního kapitána (1. listopadu 1909).
Na podzim 1911 se v rámci záložní eskadry stal velitelem bitevní lodi SMS Erzherzog Friedrich a k datu 1. listopadu 1911 byl povýšen na kapitána řadové lodi. V letech 1912–1913 byl velitelem námořní základny Castelnuovo (dnes Herceg Novi v Černé Hoře). a podílel se na aktivitách c. k. námořnictva během balkánských válek. V letech 1913–1914 byl přednostou I. odboru námořní sekce na ministerstvu války ve Vídni, do jeho kompetencí spadaly personální záležitosti. Na začátku první světové války byl přeložen na méně důležitý post prezidenta Námořního kontrolního úřadu (Marine-Kontrollamt, 1914–1917) a k datu 1. května 1916 získal hodnost kontradmirála.
K datu 1. října 1917 byl penzionován a po rozpadu monarchie se usadil v Brně. Požádal o přijetí do československé armády, v níž mu byla v roce 1919 přiznána hodnost generála V. třídy (generálmajora) s nárokem na penzi. Zemřel 15. července 1933 na srdeční selhání v Brně, kde byl pohřben na Ústředním hřbitově. 

## Řády a vyznamenání
Během služby u námořnictva získal řadu ocenění v Rakousku-Uhersku i v zahraničí.

### Rakousko-Uhersko
- Jubilejní pamětní medaile (1898)
- Vojenská záslužná medaile (1907)
- Vojenský jubilejní kříž (1908)
- Služební odznak pro důstojníky III. třídy (1908)
- Mobilizační kříž (1913)
- Vojenský záslužný kříž (1913)
- Řád železné koruny III. třídy s válečnou dekorací (1916)
- komturský kříž Řádu Františka Josefa s válečnou dekorací (1917)
- Služební odznak pro důstojníky II. třídy (1918)

### Zahraničí
- Řád meče I. třídy (1904, Švédsko)
- komandérský kříž Řádu rumunské hvězdy (1914, Rumunsko)
- Řád slávy II. třídy (1916, Tunisko)